# Eranthis hyemalis
Eranthis hyemalis és una planta que es troba a Europa de la família de les Ranunculàcies, la família del ranuncle. La planta és petita, però té flors grans, grogues, en forma de platet. Aquesta planta creix d'un tubercle i té un hàbit baix. Totes les parts de la planta són verinoses quan són consumides pels éssers humans.

## Descripció
Planta vivaç, amb arrels curtes, tuberculoses. Tronc d'1 a 20 cm, nu, sense pèl. Fulles glabres, desenvolupant-se després de les flors, 1 a 2 radicals, orbiculars pennatífides. Involucre semblant a les fulles, sobrepassant la flor i el fruit.
Les flors són grogues, solitàries i sèssils a l'involucre. Sèpals de 5 a 8, petaloides, caducs, petits pètals de 5 a 8, molt tubulosos, de 2 llavis, fol·licles de 5 a 8, lliures, sobre una fila. Pedunculets, divergents, arrugats transversalment, a pic igualant la meitat de la seva longitud.

## Distribució i hàbitat
El seu hàbitat preferent són els llocs humits i boscosos. A Europa central, des de França i Suïssa a Sèrbia.

## Usos
Planta silvestre dels boscos. S'utilitzen cultivars a jardineria com entapissant per a cobrir sòls, i està molt valorada com a planta ornamental pel seu fullatge verd clar i les flors grogues que apareixen extremadament d'hora a la primavera (febrer a març).

## Galeria

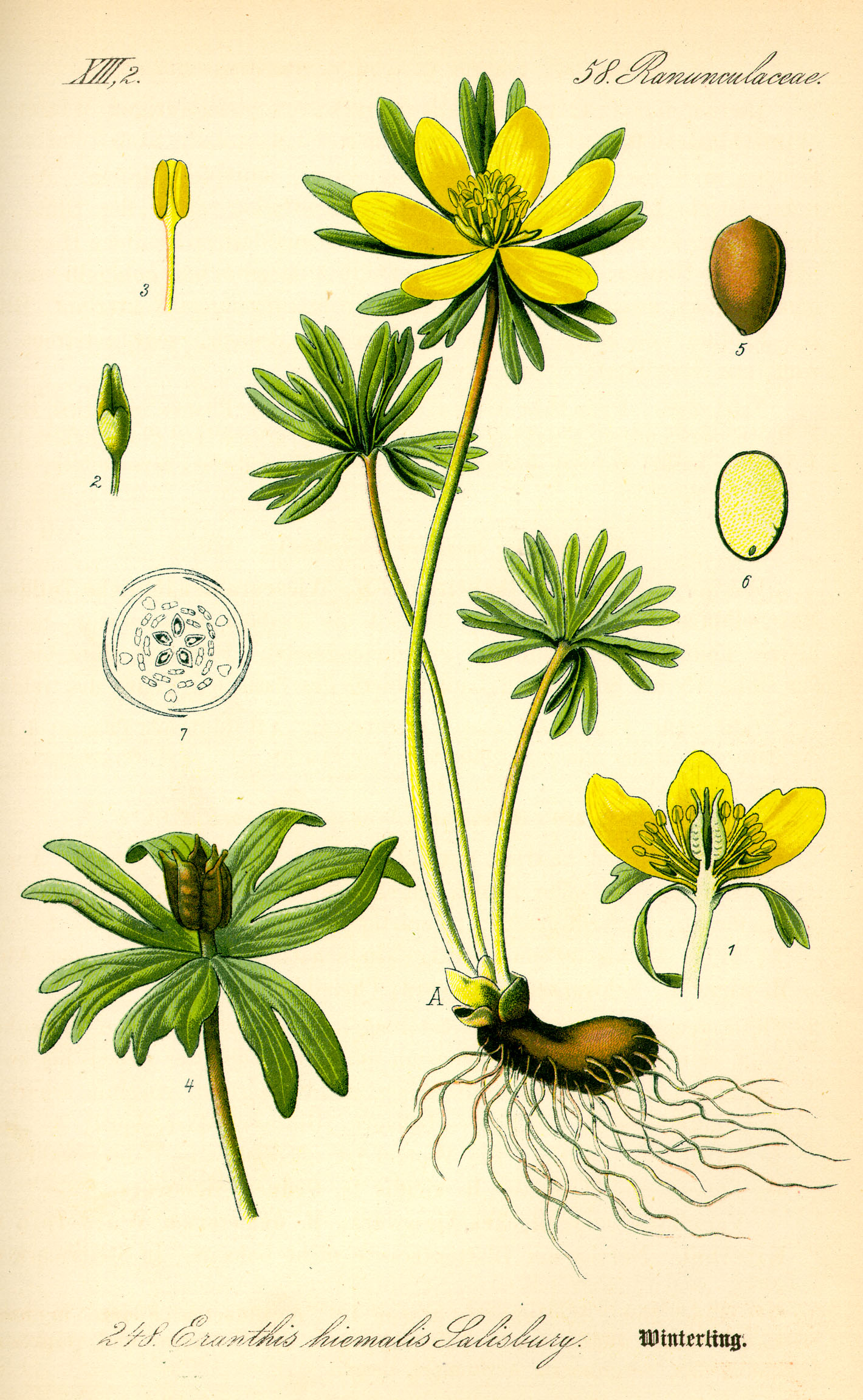
Il·lustració de Eranthis hyemalis a Flora von Deutschland, Österreich und der Schweiz 1885
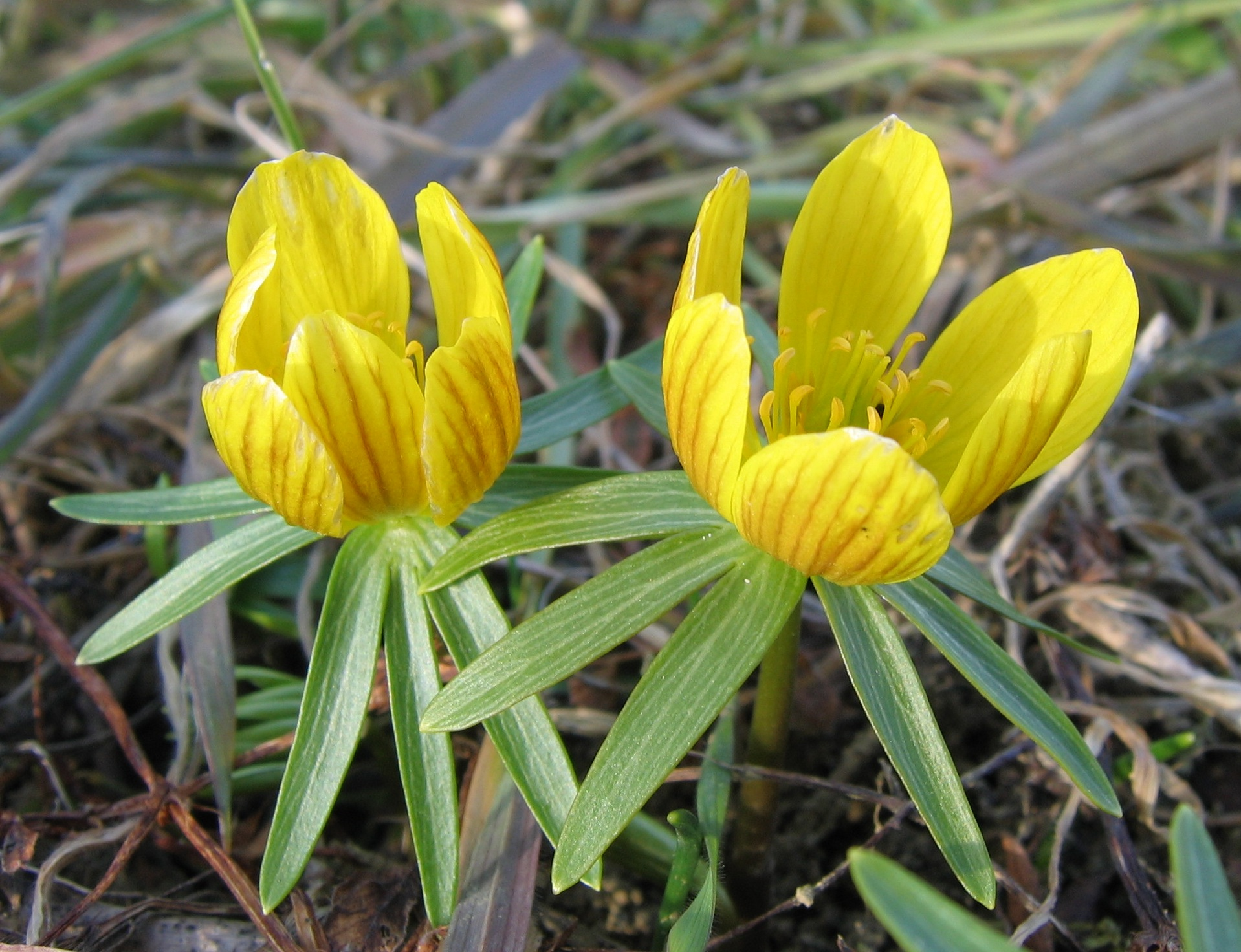
Eranthis hyemalis a Florència
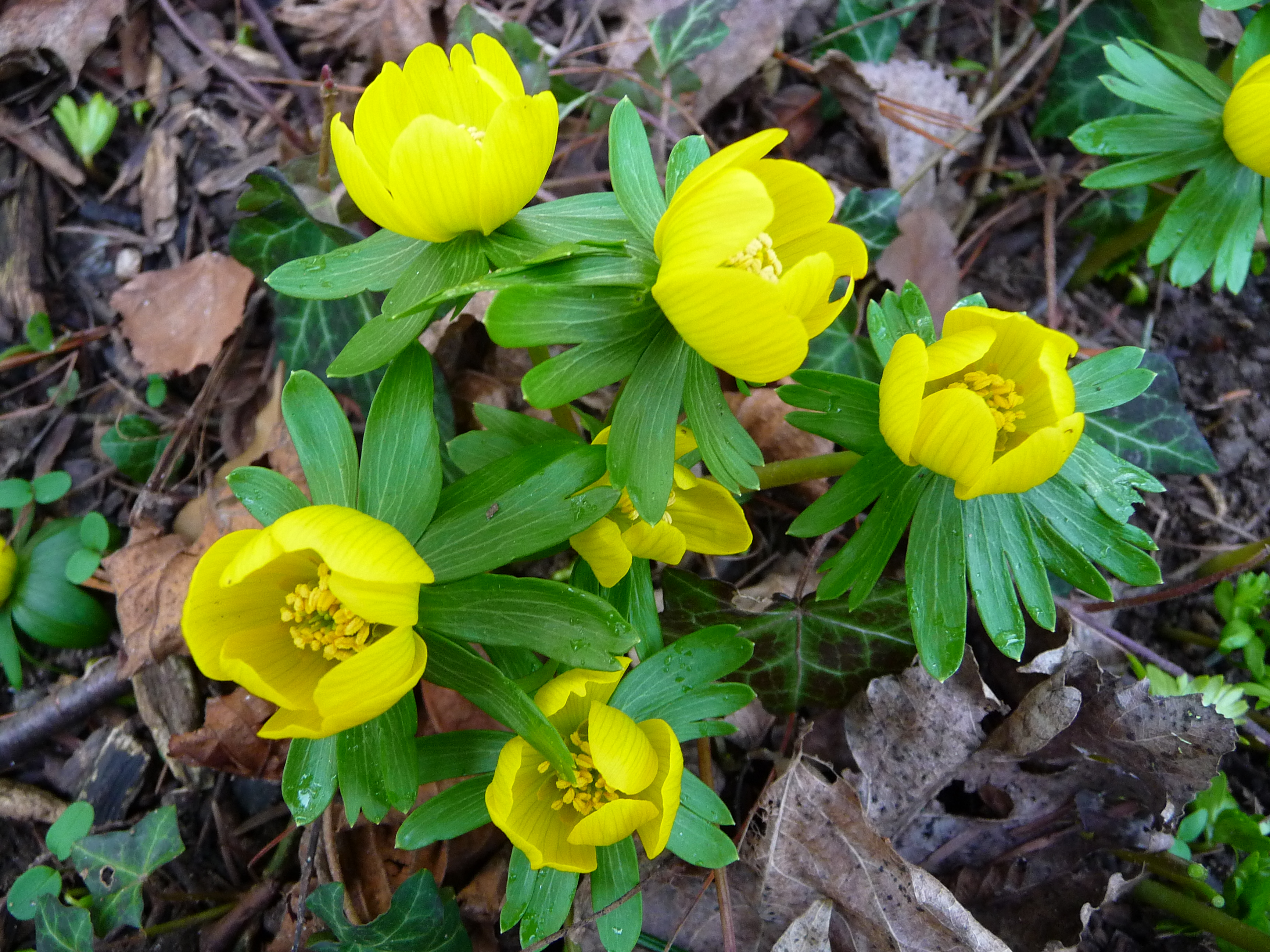
Eranthis hyemalis, flors mig obertes
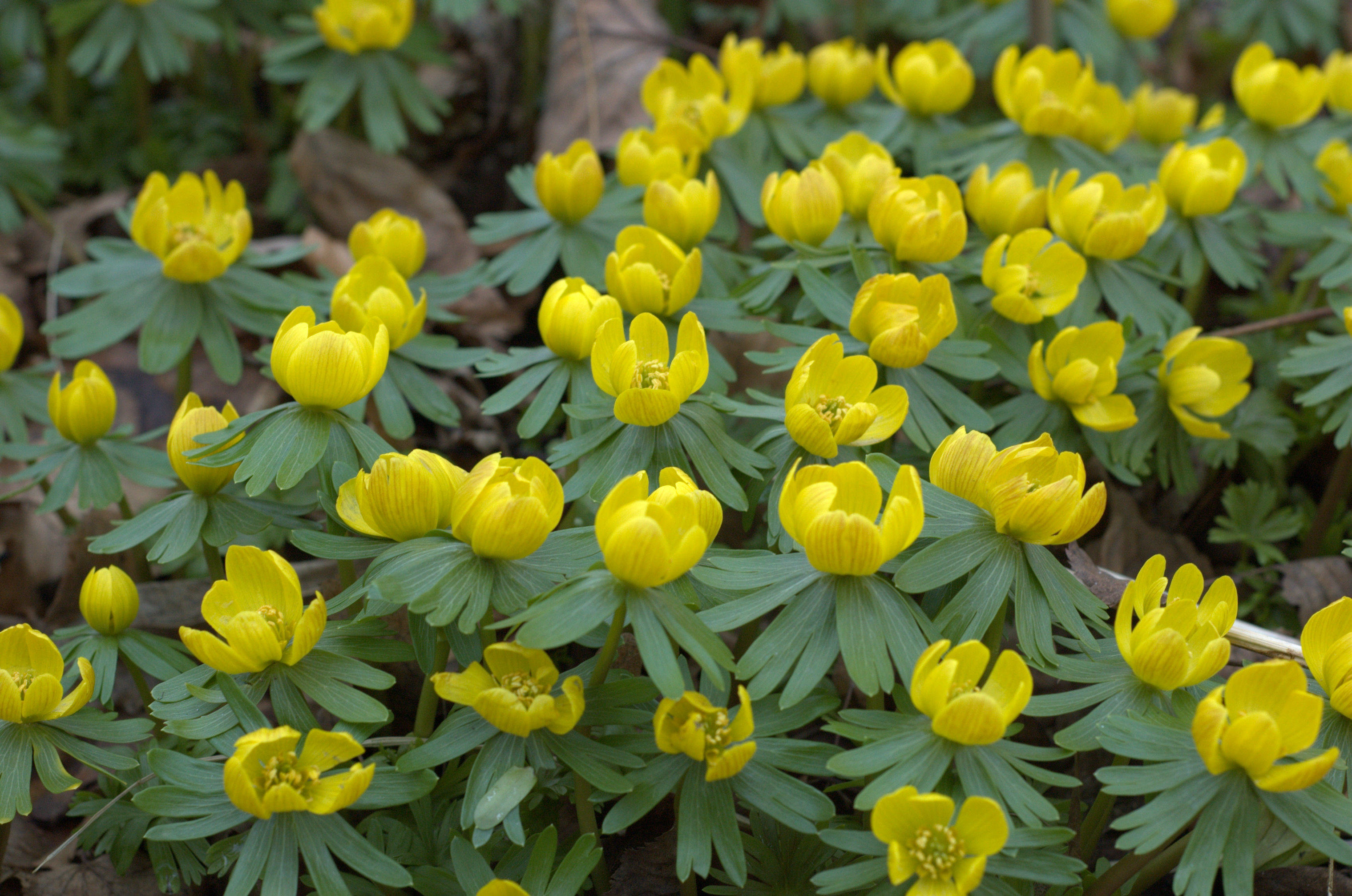
Eranthis hyemalis a Trädgårdsföreningen (la Societat d'Horticultura de Göteborg)